# Asarhaddón

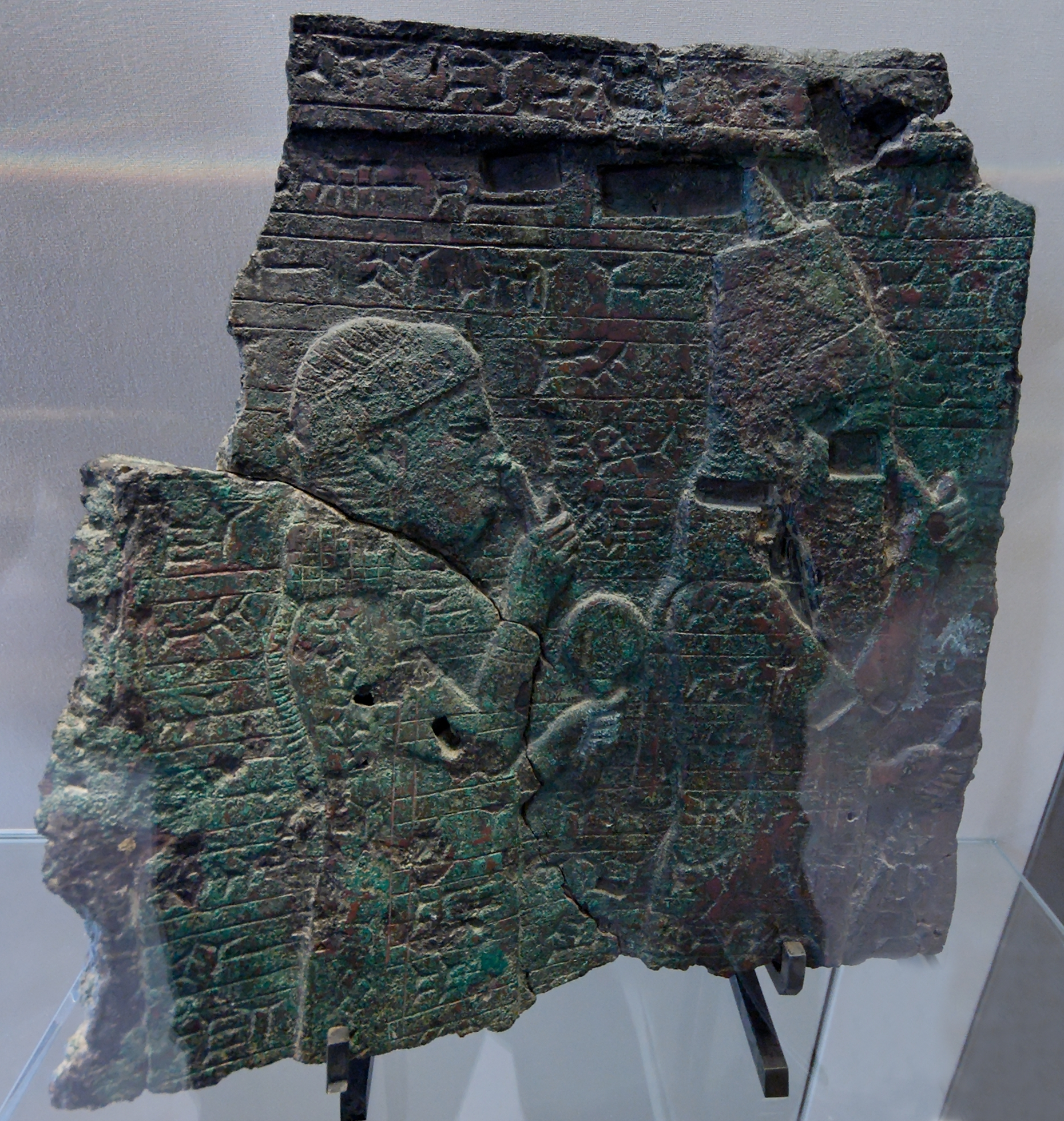
Relieve en bronce, representando a Asarhaddón (derecha) y a su madre Zakutu (izquierda) (Museo del Louvre).

Asarhaddón (acadio: ; Aššur-aha-iddina; que significa: "Assur [me] ha dado un hermano"), también llamado Esar-hadón o Asaradón, fue el rey de Asiria entre los años (681 a. C.-669 a. C.), hijo del rey Senaquerib y de Naqi'a (en asirio, Zakutu), consorte de origen arameo. Asarhaddón es más famoso por su conquista de Egipto en el 671 a. C., lo que convirtió a su imperio en el más grande que el mundo jamás había visto hasta ese momento, y por su reconstrucción de Babilonia, que había sido destruida por su padre.
A pesar su reinado relativamente corto y difícil, y de estar plagado de paranoia, depresión y enfermedades constantes, Asarhaddón sigue siendo reconocido como uno de los reyes asirios más grandes y exitosos. Rápidamente derrotó a sus hermanos en el 681 a. C., completó proyectos de construcción ambiciosos y de gran escala tanto en Asiria como en Babilonia, hizo campaña con éxito en Media, la península arábiga, Anatolia, el Cáucaso y el Levante, derrotó y conquistó el Bajo Egipto y aseguró la transición de poder de manera pacífica a sus dos herederos Asurbanipal y Shamash-shum-ukin después de su muerte.

## Biografía

### Príncipe heredero de Asiria

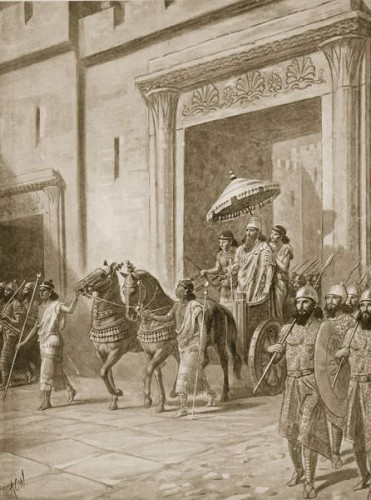
El Reconocimiento de Esar-hadón como Rey de Nínive, ilustración de A. C. Weatherstone (1915).

Aunque Asarhaddón había sido el príncipe heredero de Asiria durante tres años y el heredero designado del rey Senaquerib, con todo el imperio jurando apoyarlo, con gran dificultad ascendió con éxito al trono asirio.
La primera elección de Senaquerib como sucesor había sido su hijo mayor, Assur-nadin-shumi, a quien había designado gobernante de Babilonia alrededor del año 700 a. C. Poco después, Senaquerib atacó la tierra de Elam (actualmente el sur de Irán) para derrotar a algunos rebeldes caldeos que habían huido allí.  En respuesta a este ataque, los elamitas invadieron el sur del imperio de Senaquerib y en 694 a. C. capturaron con éxito a Assur-nadin-shumi en la ciudad de Sippar. El príncipe fue llevado de regreso a Elam donde probablemente lo ejecutaron.
Después de la supuesta muerte de Aššur-nādin-šumi, Senaquerib elevó a su segundo hijo mayor sobreviviente, Arda-Mulissu, como príncipe heredero.  Después de varios años como príncipe heredero, Arda-Mulissu fue reemplazado como heredero por Esar-hadón en 684 a. C. Se desconoce el motivo del repentino retiro de Arda-Mulissu de la posición prominente, pero está claro que estaba muy decepcionado.
Arda-Mulissu se vio obligado a jurar lealtad a Asarhaddón por su padre, pero apeló repetidamente a Senaquerib para que lo aceptara nuevamente como heredero.  Estos llamamientos no tuvieron éxito y Senaquerib se dio cuenta de que la situación era tensa, por lo que envió a Asarhaddón al exilio en las provincias occidentales para su propia protección. Asarhaddón estaba descontento con su exilio y culpó a sus hermanos por ello, describiéndolo con las siguientes palabras:

"Chismes maliciosos, calumnias y falsedades [es decir,  los hermanos de Esar-hadón] tejieron a mi alrededor de una manera impía, mentiras y falta de sinceridad.  Tramaron el mal a mis espaldas.  Contra la voluntad de los dioses alejaron de mí el bien dispuesto corazón de mi padre, aunque en secreto su corazón estaba afectado por la compasión, y todavía tenía la intención de que yo ejerciera la realeza."

Aunque Senaquerib había previsto el peligro de mantener a Asarhaddón cerca de sus ambiciosos hermanos, no había previsto los peligros para su propia vida. El 20 de octubre de 681, Arda-Mulissu y otro de los hijos de Senaquerib, Nabû-šarru-uṣur, atacaron y mataron a su padre en uno de los templos de Nínive. Sin embargo, los sueños de Arda-Mulissu de reclamar el trono serían aplastados. El asesinato de Senaquerib había causado algunas fricciones entre Arda-Mulissu y sus partidarios, lo que retrasó una posible coronación y, mientras tanto, Asarhaddón había reunido un ejército. Con este ejército a sus espaldas, se encontró con un ejército formado por sus hermanos en Hanigalbat, una región en las partes occidentales del imperio, donde la mayoría de los soldados abandonaron a sus hermanos para unirse a él y los generales enemigos huyeron. Luego marchó sobre Nínive sin oposición.
Seis semanas después de la muerte de su padre, fue aceptado y reconocido como el nuevo rey asirio en Nínive. Poco después de tomar el trono, Asarhaddón se aseguró de ejecutar a todos los conspiradores y enemigos políticos, incluidas las familias de sus hermanos. Todos los sirvientes involucrados con la seguridad del palacio real en Nínive fueron "despedidos" (es decir, ejecutados). Arda-Mulissu y Nabû-šarru-uṣur sobrevivieron a esta purga ya que  escaparon como exiliados al reino norteño de Urartu.

### Reinado

Mapa del Imperio asirio después de la conquista de Egipto por Asarhaddón.

Tras la guerra civil y la huida de sus hermanos, según atestigua también el relato bíblico de 2 Reyes 19:37 al "país de Ararat", identificado generalmente como Urartu, Asarhaddón comenzó su reinado en 681 a. C.
Como resultado de su tumultuoso ascenso al trono, Asarhaddón desconfiaba de sus sirvientes, vasallos y familiares.  Con frecuencia buscaba el consejo de oráculos y sacerdotes sobre si alguno de sus familiares o funcionarios deseaba hacerle daño. Aunque desconfiaba mucho de sus parientes masculinos, Asarhaddón parece no haber sido paranoico con respecto a sus parientes femeninas. Durante su reinado, su esposa Esharra-hammat, su madre Naqiʾa y su hija Šērūʾa-ēṭirat ejercieron considerablemente más influencia y poder político que las mujeres durante las primeras etapas de historia asiria.
Una de las obras más relevantes del reinado de Asarhaddón fue la reconstrucción de Babilonia, la que había sido destruida hasta sus cimientos por Senaquerib en 689 a. C. Al tiempo que hacía reconstruir el Esagila, restauraba en Assur el templo nacional, el Esharra. Ambos edificios aún inacabados fueron inaugurados casi simultáneamente durante el segundo año de su reinado. También restituyó sus antiguos privilegios económicos y comerciales a las ciudades de Babilonia, Nippur, Borsippa y Sippar.
En política exterior, selló la paz con Elam, mantuvo una buena relación con Urartu (aliado en contra de las invasiones de pueblos cimerios) e inició la conquista de Egipto, llegando a apoderarse de Menfis (671 a. C.).
Asarhaddón murió en la ciudad de Harrán, víctima de una enfermedad crónica mientras preparaba una nueva campaña egipcia. Le sucedió Asurbanipal en Asiria, y Shamash-shum-ukin en Babilonia. La sucesión pudo llevarse a cabo sin incidentes, gracias a la intervención de la reina madre, Naqi'a, madre de Asarhaddón, que gozaba de gran influencia en la corte, como símbolo de la legitimidad y la continuidad dinástica. Ella exigió a los hermanos de Asurbanipal y a los gobernadores, políticos y militares, que respetaran el juramento de fidelidad hecho al rey difunto.

## Legado
El reinado de Asarhaddón sentó las bases para que Asiria alcanzara el cénit de su gloria durante el reinado de su hijo y sucesor, Asurbanipal.
Después de la muerte de Asarhaddón, su hijo Asurbanipal se convirtió en rey de Asiria.  Después de asistir a la coronación de su hermano, Shamash-shum-ukin devolvió la estatua robada de Bel a Babilonia y se convirtió en rey de Babilonia. En Babilonia, Asurbanipal patrocinó un lujoso festival de coronación para su hermano. A pesar de su título real, Shamash-shum-ukin era vasallo de Asurbanipal;  Asurbanipal continuó ofreciendo los sacrificios reales en Babilonia (tradicionalmente ofrecidos por el monarca babilónico) y los gobernadores del sur eran asirios.  El ejército y los guardias presentes en el sur también eran asirios. La mayor parte del reinado temprano de Shamash-shum-ukin en Babilonia transcurrió en paz, restaurando fortificaciones y templos.
Después de que él y su hermano fueron apropiadamente investidos como monarcas, Asurbanipal partió en el 667 a. C. para completar la campaña final inconclusa de Esarhaddon contra Egipto. En su campaña de 667, Asurbanipal marchó tan al sur como Tebas, saqueando en su camino, y tras su victoria dejó a los faraones conjuntos Psamético II (que había sido educado en la corte de Esar-hadón) y Necao I como gobernantes vasallos. En 666-665, Asurbanipal derrotó un intento de Tanutamani, sobrino del faraón Taharqo de recuperar Egipto.
A medida que Shamash-shum-ukin se hizo más fuerte, se interesó cada vez más en independizarse de su hermano.  En 652 a. C., Shamash-shum-ukin se alió con una coalición de enemigos de Asiria, incluidos Elam, Kush y los caldeos, y prohibió a Asurbanipal realizar más sacrificios en cualquier ciudad del sur.  Esto condujo a una guerra civil que se prolongó durante cuatro años. Hacia el año 650 a. C., la situación de Shamash-shum-ukin parecía sombría, ya que las fuerzas de Asubanipal habían asediado Sippar, Borsippa, Kutha y la propia Babilonia.  Babilonia finalmente cayó en 648 a. C. y fue saqueada por Asurbanipal.  Shamash-shum-ukin murió, posiblemente suicidándose.
A lo largo de su largo reinado, Asurbanipal haría campaña contra todos los enemigos y rivales de Asiria. Después de la muerte de Asurbanipal, sus hijos Assur-etil-ilani y Sinsharishkun mantuvieron el control de su imperio por un tiempo, pero durante sus reinados muchos de los vasallos de Asiria aprovecharon la oportunidad para declararse independientes.  De 627 a. C. a 612 a. C., el imperio asirio se desintegró efectivamente y una coalición de enemigos asirios, liderados principalmente por el Imperio medo y el Imperio neobabilónico recién independizado, se adentraron en el corazón de Asiria. En 612 a. C., la propia Nínive fue saqueada y arrasada.  Asiria cayó con la derrota de su último rey, Ashur-uballit II, en Harrán en 609 a. C.